# Bruno Rampazzo
Bruno Rampazzo, R.C.J. (Campodoro, 1 de janeiro de 1957) é presbítero italiano da Igreja Católica Romana e atual superior geral da Congregação dos Rogacionistas do Coração de Jesus.

## Biografia
Bruno nasceu em 1º de janeiro de 1957 em Campodoro, Pádua, Itália. Entrou na Congregação dos Rogacionistas em Pádua em 28 de setembro de 1968, transferindo-se em seguida para o seminário de Desenzano sul Garda, em Brescia. Em 1973, ingressou no noviciado em Zagarolo (Roma), onde emitiu a primeira profissão no ano seguinte.
De 1974 a 1979, completou seus estudos clássicos e filosóficos. Posteriormente, após um ano de treinamento prático no seminário de Palermo, completou os estudos teológicos institucionais de três anos na Pontifícia Universidade Lateranense de Roma, concluídos em 1983. Posteriormente, em 1987, obteve a Licenciatura em Teologia Dogmática na Pontifícia Universidade Teológica da Itália Meridional em Nápoles.
Emitiu a profissão perpétua em Morlupo, em 8 de setembro de 1981, e foi ordenado sacerdote em Barbano, Grisignano di Zocco, em 29 de junho de 1984. Nos primeiros anos de seu ministério, trabalhou na formação de seminaristas, primeiro em Trani e depois em Nápoles. Em 1987, foi destinado à missão rogacionista das Filipinas em Manila, onde trabalhou inicialmente como animador vocacional e depois como educador dos internos da Casa de Silag. Ocupou o cargo de superior daquela comunidade e de reitor da Escola Rogationist Academy de 1993 a 1999. Em seguida, foi nomeado superior maior da Delegação Filipino-Indiana, cargo que ocupou até 2010. Seu trabalho foi fundamental para o estabelecimento da congregação no hemisfério oriental, especialmente nas Filipinas e na Índia e nas novas fronteiras missionárias de Papua Nova Guiné, Indonésia.
No XI Capítulo Geral da Congregação, em 2010, foi eleito conselheiro e vigário geral. No Capítulo Geral seguinte de 2016, em 21 de julho, foi eleito superior geral, o 11º sucessor de Santo Aníbal Maria di Francia, fundador da congregação. No XIII Capítulo Geral, em 24 de julho de 2022, foi confirmado como Superior Geral pelo segundo sexênio.